# Chiesa della Madonna della Neve (Vallarsa)
La chiesa della Madonna della Neve è la parrocchiale di Obra, frazione di Vallarsa in Trentino. Fa parte della zona pastorale della Vallagarina dell'arcidiocesi di Trento e risale al XIX secolo.

## Storia

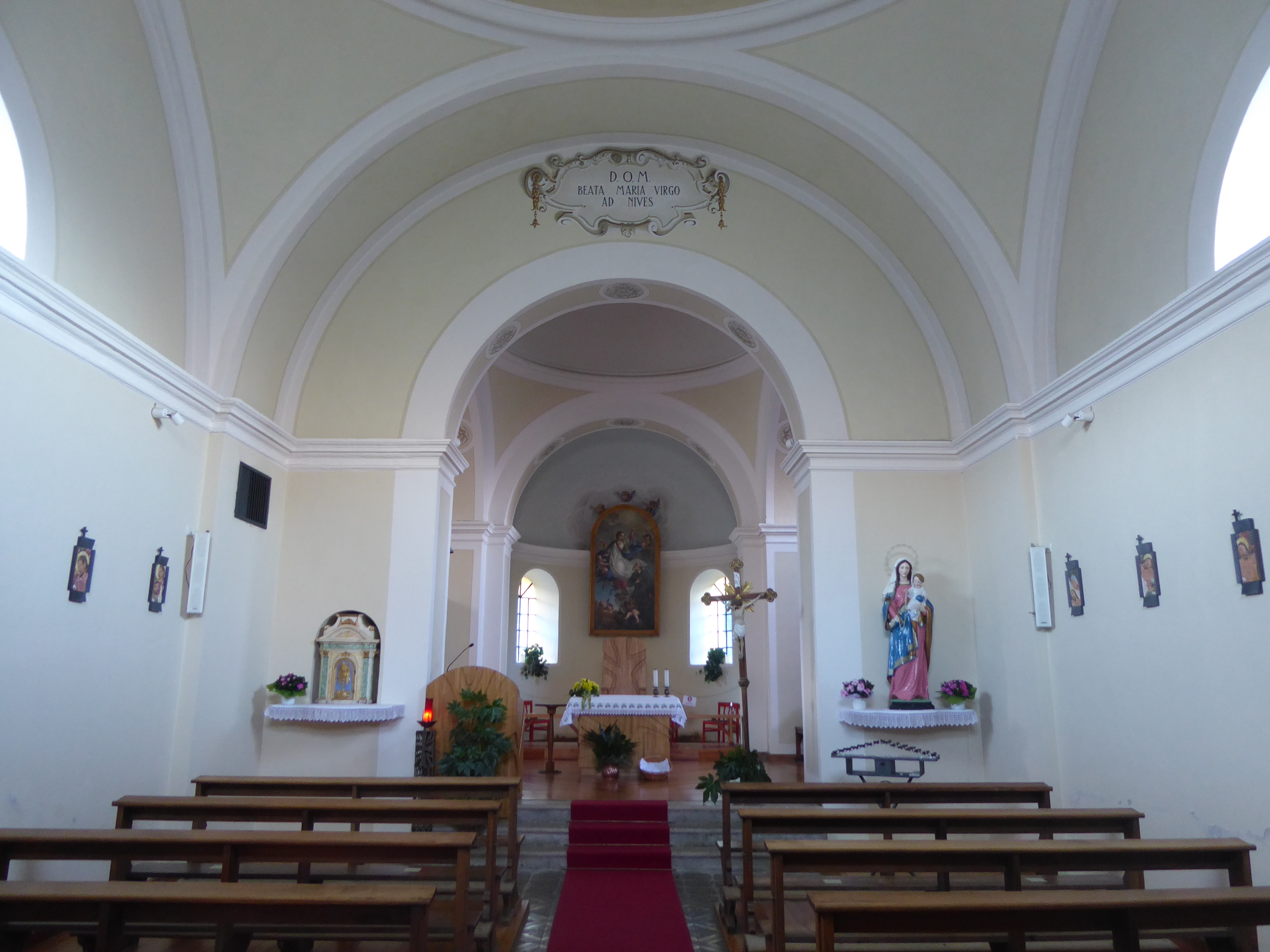
Interno

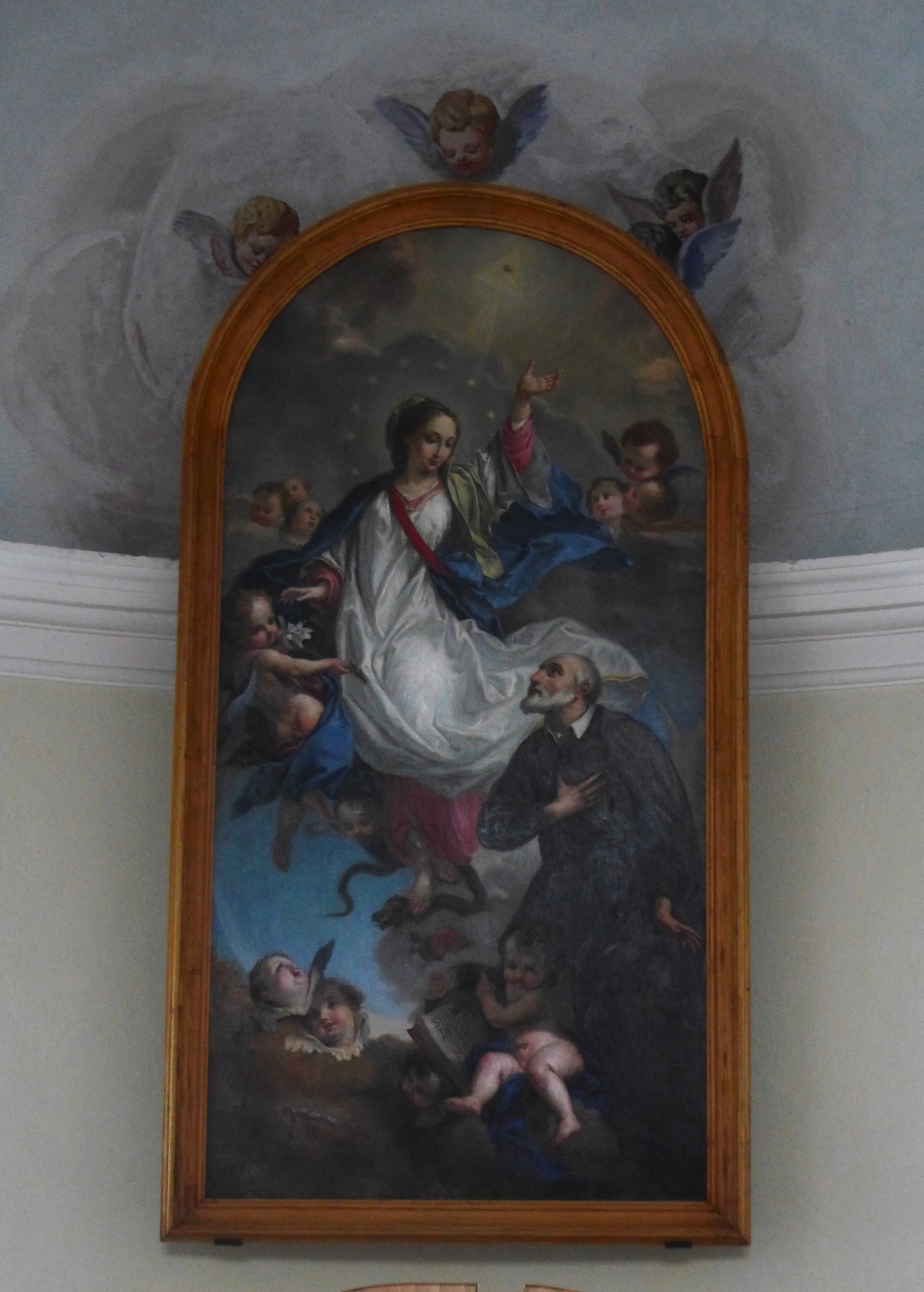
La Madonna con Sant'Alfonso di Andrea Pozzo

L'edificio sacro risale al 1867, quando a Zendri, antica frazione di Obra, venne edificata la prima piccola chiesa dedicata alla Madonna della Neve, sussidiaria della pieve di Lizzana.
La chiesa venne benedetta nell'anno della costruzione.
Durante il primo conflitto mondiale tutto il territorio fu duramente colpito dagli eventi bellici, la chiesa venne gravemente danneggiata e la popolazione fu costretta ad evacuare. Venne spostata in parte a Legnago e in parte a Varazze, in territorio italiano, trovandosi a sud del fronte.
Durante il primo dopoguerra del XX secolo la chiesa venne restaurata ed ampliata con un allungamento della parte presbiteriale e la creazione di un transetto. Dopo la conclusione di tali lavori, nel 1924, venne concessa, con disposizione vescovile, la possibilità di celebrare la messa e le funzioni sacre.
Nel 1939 Diego Costa decorò la facciata con un grande affresco raffigurante San Cristoforo per ricordare gli anni nei quali tutti gli abitanti erano stati costretti a lasciare le loro case.
Ottenne dignità curiaziale nel 1951 grazie alle donazioni di due fedeli, Antonio e Luigia Broz, che permisero il mantenimento di un sacerdote e ricevendo quindi il decreto vescovile che rendeva la chiesa sussidiaria della parrocchia di Vallarsa. Negli anni cinquanta prima venne ristrutturata e in seguito venne elevata a dignità di chiesa parrocchiale.
Nel decennio successivo la chiesa fu oggetto di ristrutturazione conservativa e, nello stesso periodo, venne realizzato l'adeguamento liturgico. La solenne consacrazione dopo tali interventi venne celebrata nel 1968. Gli ultimi interventi si sono avuti tra il 1990 ed il 2010 quando, dopo i lavori sul tetto e sugli intonaci di alcuni decenni prima fu necessario rifare la pavimentazione della parte presbiteriale, tinteggiare le pareti interne e aggiornare gli impianti.

## Descrizione
Oltre all'affresco sulla facciata merita attenzione il dipinto su tela conservato all'interno della navata raffigurante la Madonna con Sant'Alfonso di Andrea Pozzo.